# Dalo (Dalo)
Pour les articles homonymes, voir Dalo.
Dalo est une commune située dans le département de Dalo de la province de Ziro dont elle est le chef-lieu, au Burkina Faso.

## Histoire
Louis-Gustave Binger y entre le 3 juin 1888. Il écrit : « Dallou [sic] comprend deux grands villages, un village gourounga et un village mossi. ». Il quitte le village le lendemain.
Binger remarque que les habitants n'y sont pas tatoués.

## Éducation et santé
Dalo accueille un centre de santé et de promotion sociale (CSPS).